# Cóc mày bụng cam
Cóc mày bụng cam, cóc mày bụng vàng (danh pháp: Leptolalax croceus) là một loài cóc mày trong họ Megophryidae, bộ Anura mới được phát hiện tại miền Trung Việt Nam năm 2010.

## Đặc điểm sinh học
- Bụng: màu cam sáng
- Thân: dài khoảng 22,2 - 27,3 mm
- Lưng: có nhiều nốt sần
- Đầu: có chiều ngang lớn hơn chiều dài đầu.
  - Mũi ngắn hơi nhô ra so với hàm dưới, lỗ mũi gần đỉnh mũi hơn mắt.
  - Mắt có đường kính nhỏ hơn chiều dài từ góc mắt đến cuối mép hàm trên, đồng tử thẳng; vành mắt rõ ràng, hơi tròn.
  - Tai không có vành, bị da che khuất.
- Chân: có màng nối từ ngón thứ nhất đến ngón thứ ba

## Phân bổ
Rừng thường xanh cao trên 1.300 mét tại khu bảo tồn thiên nhiên Ngọc Linh, núi Ngọc Linh huyện Đăk Glei tỉnh Kon Tum.

## Tình trạng bảo tồn
Do mới được phát hiện nên các nhà nghiên cứu đề nghị xếp loài này vào danh mục thiếu dữ liệu trong sách đỏ.